# Finanzamt Bingen

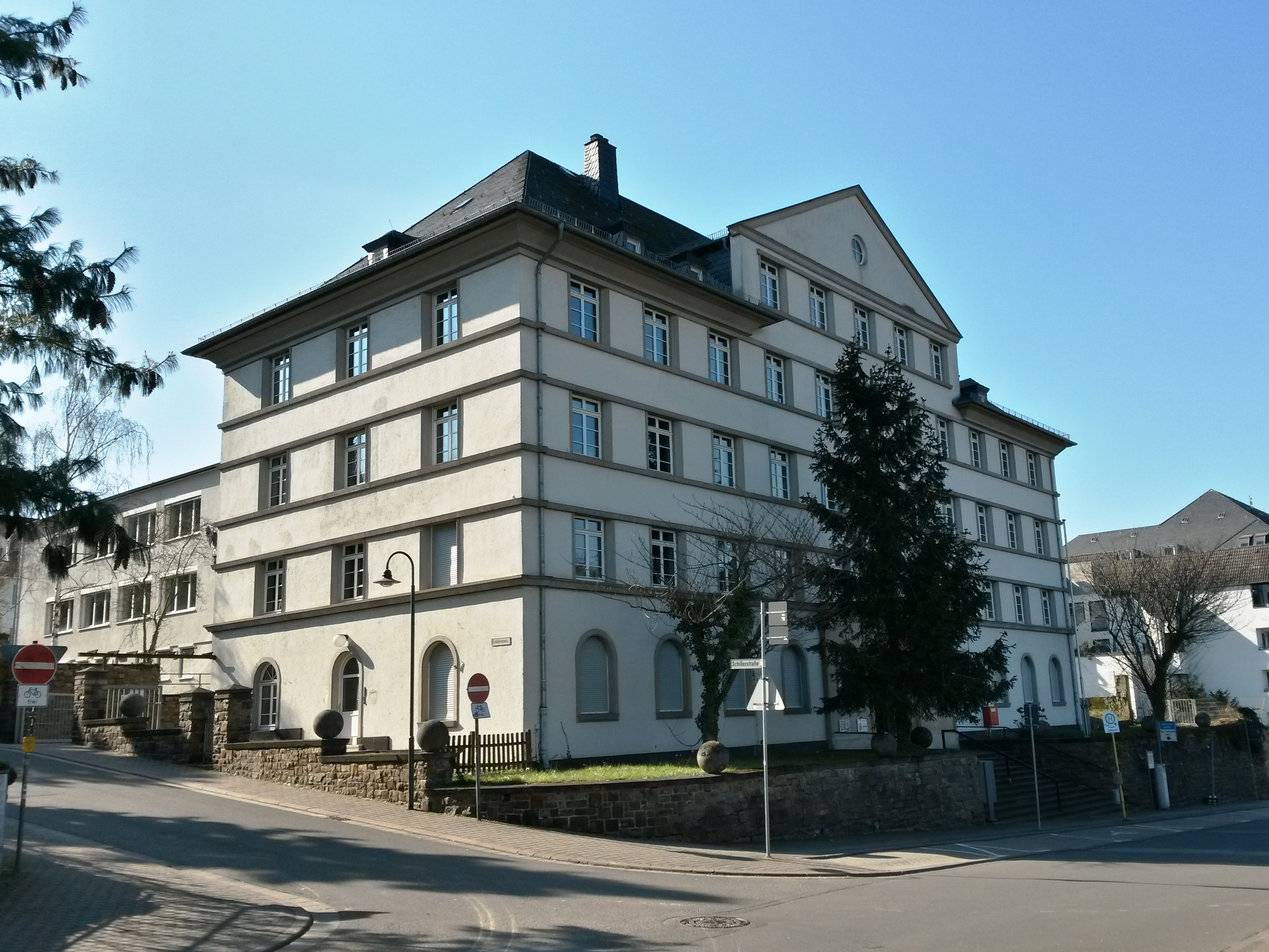
Finanzamt Bingen

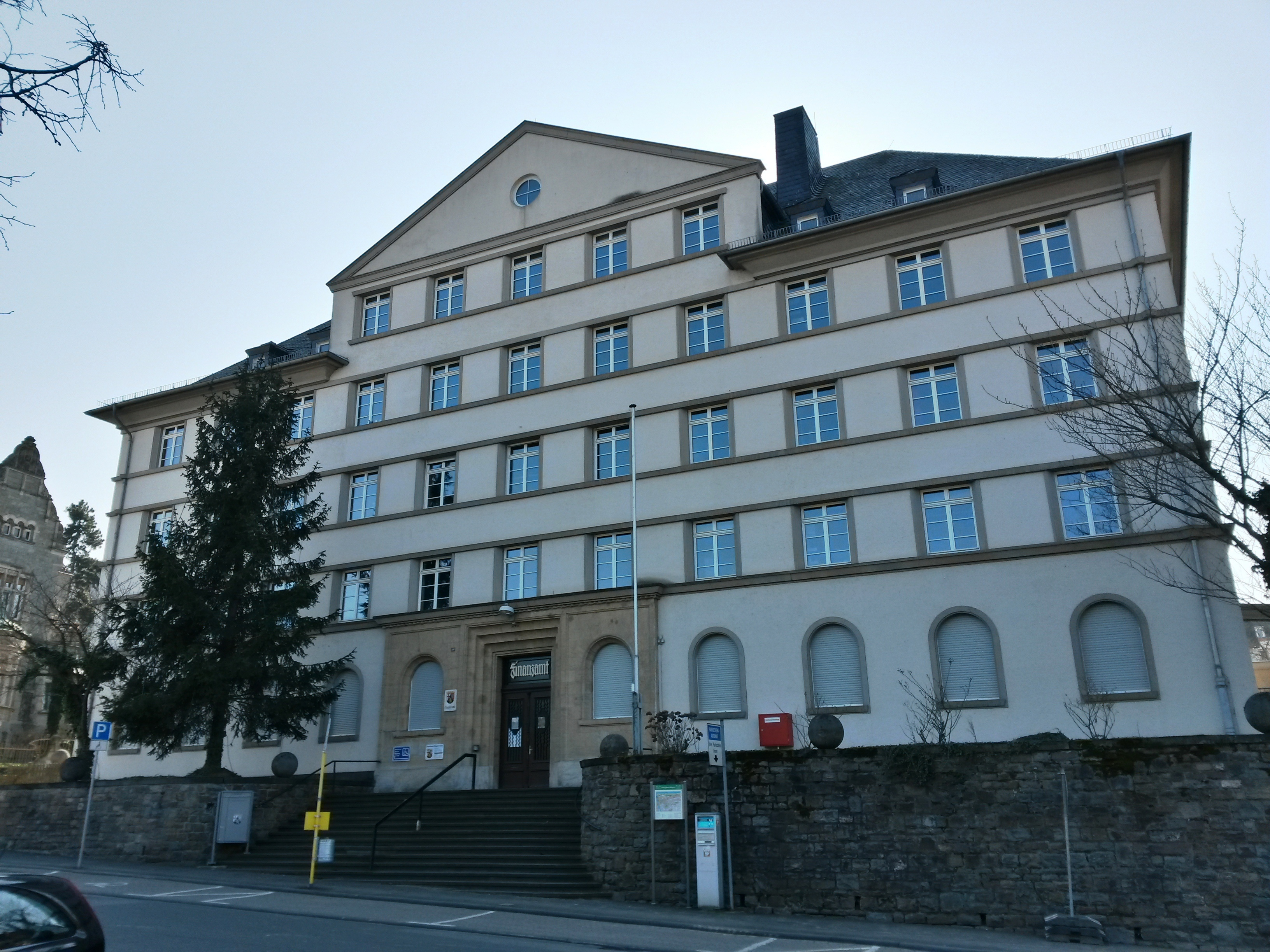
Finanzamt Bingen

Das Finanzamt Bingen ist ein Gebäude in Bingen am Rhein. Es steht als Kulturdenkmal unter Denkmalschutz.
Mit der Erzbergerschen Reform wurden 1920 reichseinheitlich Finanzämter geschaffen. Für den Landkreis Bingen war dies das Finanzamt Bingen. Es hatte seinen Sitz zunächst im „Beamtenhaus“ in der Maria-Hilf-Straße. Aufgrund des Zuwachses der Mitarbeiter wurde bald ein Neubau notwendig. In den Jahren 1927 bis 1928 wurde das jetzige Dienstgebäude in der heutigen Rochusallee 10 erbaut. Die Pläne stammten von dem Darmstädter Architekten Friedrich Lauer. Er entwarf einen viergeschossiger klassizierender Walmdachbau, in dem auch die Wohnungen für Vorsteher und Hausmeister eingerichtet wurden. Das Gebäude steht als straßenbildprägend unter Denkmalschutz.
1943 wurde das Finanzamt Ingelheim aufgelöst und die Aufgaben vom Finanzamt Bingen übernommen. Zum 1. Januar 2003 wurden die Finanzämter Bingen und Alzey zum Finanzamt Bingen-Alzey fusioniert. Heute dient das Gebäude diesem Finanzamt als Hauptstelle.